# Stormesia bifurca
Stormesia bifurca là một loài thực vật có mạch trong họ Aspleniaceae. Loài này được (Opiz) J. Kickx f. miêu tả khoa học đầu tiên năm 1835.